# Sonderstrahlrohr
Sonderstrahlrohre sind spezielle Armaturen der Feuerwehr zur Löschmittelabgabe (Wasser oder Wasser/Schaum-Gemische), die neben den Mehrzweckstrahlrohren, Hohlstrahlrohren und Schaumstrahlrohren verwendet werden. Wie die Mehrzweckstrahlrohre gehören sie der Gruppe der wasserführenden Armaturen zur Wasserabgabe an. Man unterscheidet verschiedene Arten von Sonderstrahlrohren, die in der Regel nicht genormt sind.

## Brausekopfrohre

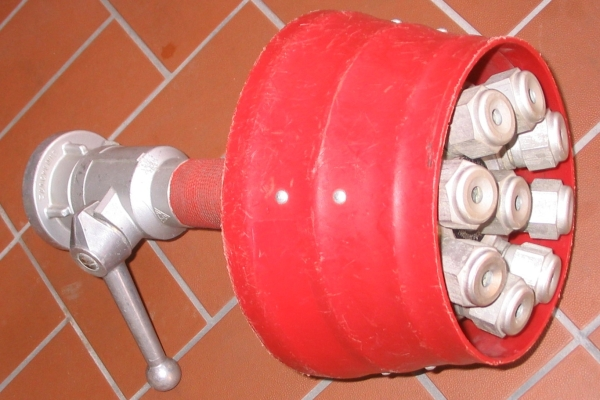
Brausekopfrohr

Brausekopfrohre oder auch Monsunstrahlrohre verfügen über einen pilzförmigen Kopf am Ende des Rohres, welcher mit zahlreichen Düsen besetzt ist. Dies ermöglicht, einen Sprühstrahl mit besonders hohem Wärmebindungsvermögen zu erzeugen. Heute sind diese Strahlrohre nur noch äußerst selten zu finden.

## Löschlanzen
Eine Löschlanze ist ein spezielles Strahlrohr, das es ermöglicht, Brände in schwer zugänglichen Stellen zu erreichen.
Löschlanzen werden auch bei Heustapelbränden verwendet.

## Wenderohre

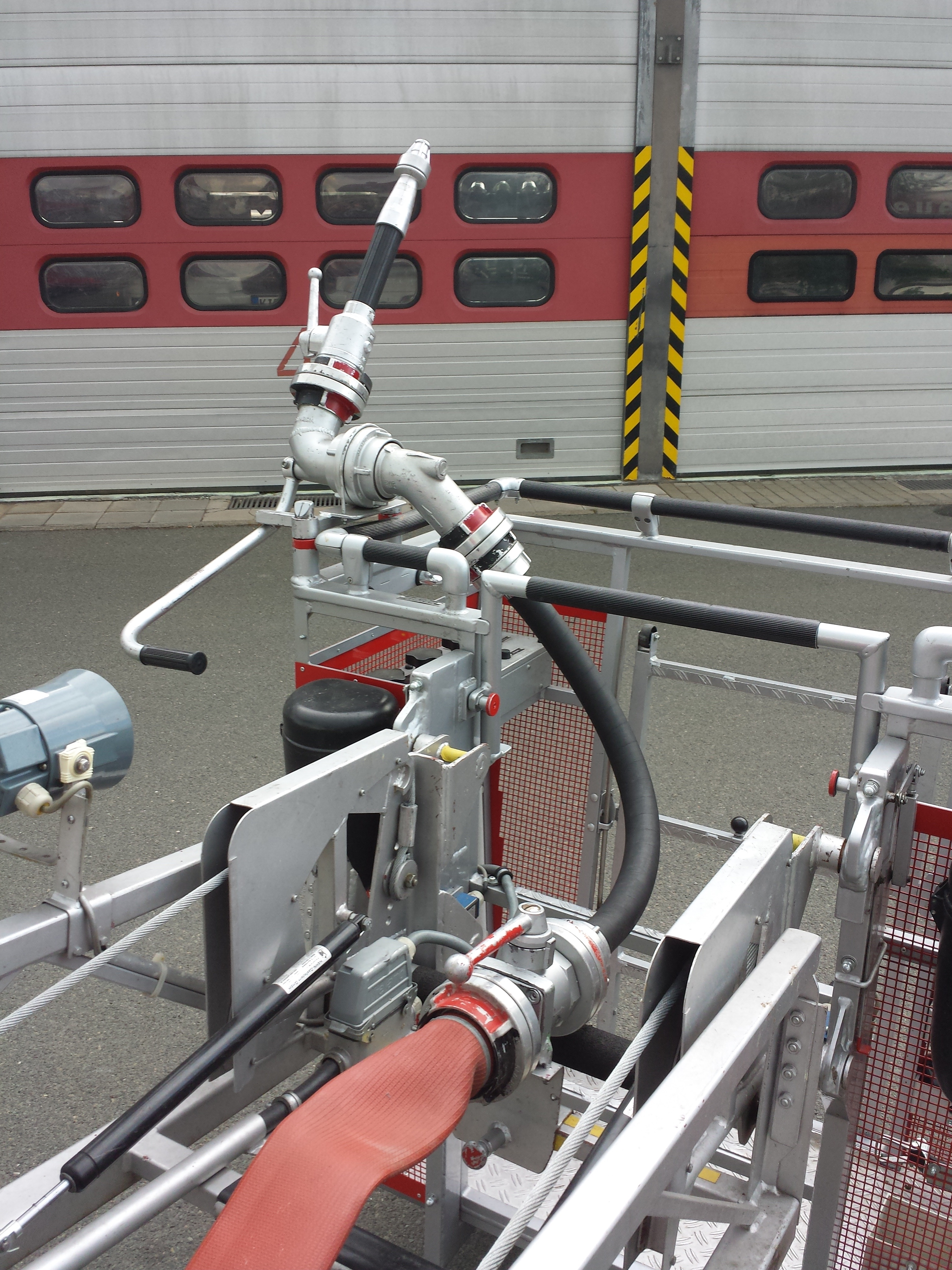
Wenderohr am Korb einer DLK 16-4

Wenderohre für Drehleitern sind Rohrstücke mit zwei Handgriffen, einer Festkupplung und einer drehbaren Kupplung. An die Festkupplung wird der Zuleitungsschlauch (in der Regel B-75) befestigt und meistens über die drehbare Kupplung direkt oder auch über ein an sie angeschlossenes Mehrzweckstrahlrohr (meist B oder C) wieder abgegeben. Damit wird eine Brandbekämpfung auch aus großen Höhen vom Korb einer Drehleiter ermöglicht. Eine andere Möglichkeit besteht darin, an die drehbare Kupplung einen regulären Schlauch anzuschließen und somit auch ohne eine gebäudeseitige Steigleitung eine Wasserversorgung in ein oberes Stockwerk vornehmen zu können.

## Monitore
Monitore (in Österreich Wasserwerfer) sind tragbare oder stationär auf Ständern (Industrie), der Fahrzeugfront oder dem -dach montierte große Strahlrohre. Sie können je nach Bauart entweder von Hand oder durch Fernbedienung betrieben werden. Sie eignen sich sowohl für die Abgabe von Löschschaum als auch von einfachem Wasser. Dabei erreichen die meisten Monitore Durchflussmengen von 1.000 bis 4.000 l/min bei Wurfweiten bis zu 60 Metern. Dies macht sie besonders dort wichtig, wo eine Brandbekämpfung mit sehr viel Wasser aus großen Entfernungen nötig ist. Noch größere Monitore findet man auf Flugfeldlöschfahrzeugen, auf Anhängern in Raffinerien oder Tanklägern sowie Feuerlöschbooten, die bis zu 30.000 l/min abgeben können, dabei werden Wurfweiten von weit mehr als 100 Metern erreicht.
Des Weiteren gibt es einen DIN-genormten Anhänger mit Schaum-Wasserwerfer.

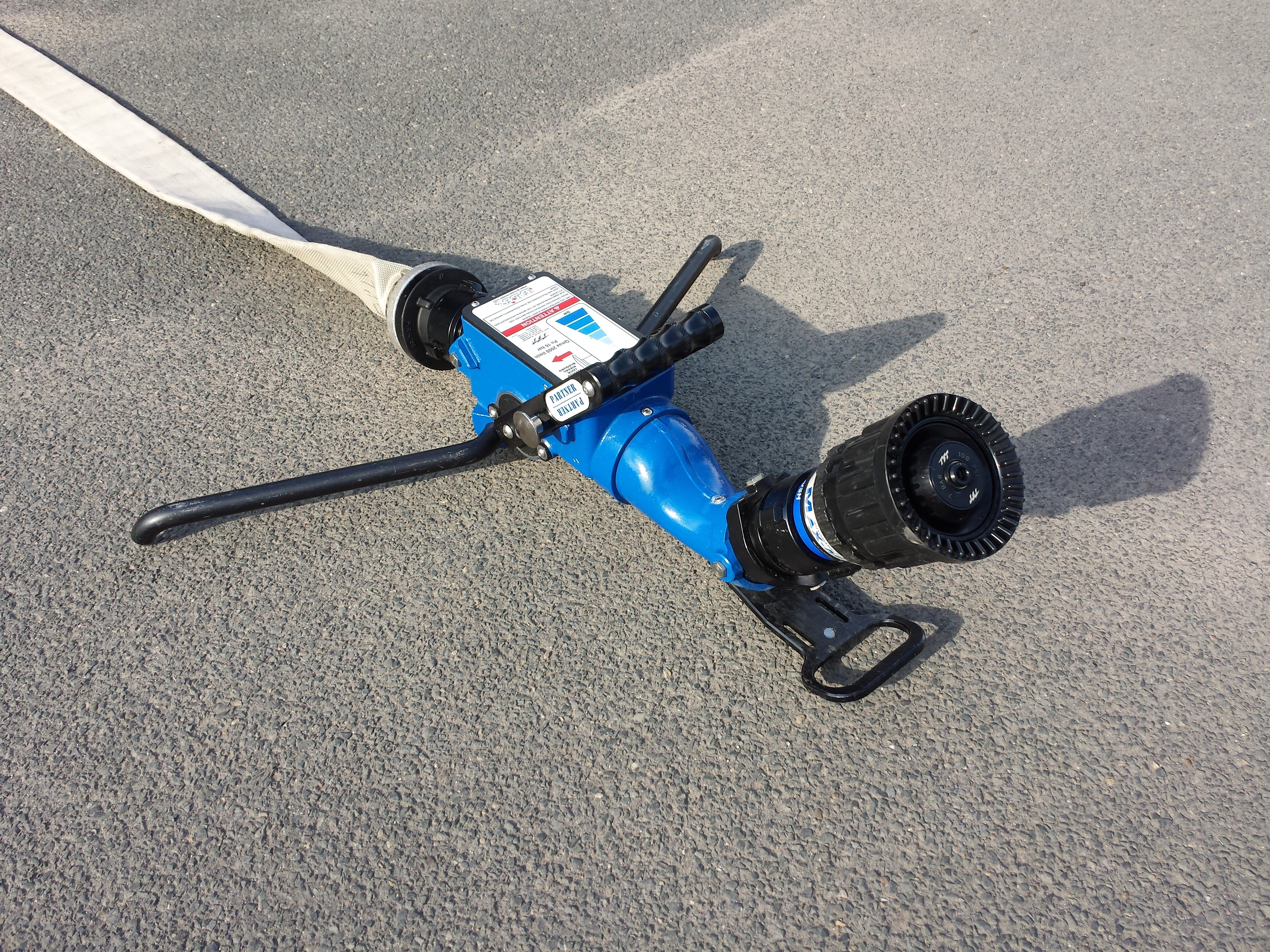
B-Rohr-Monitor in kompakter Ausführung, Durchflussmenge bis zu 2.000 Liter pro Minute
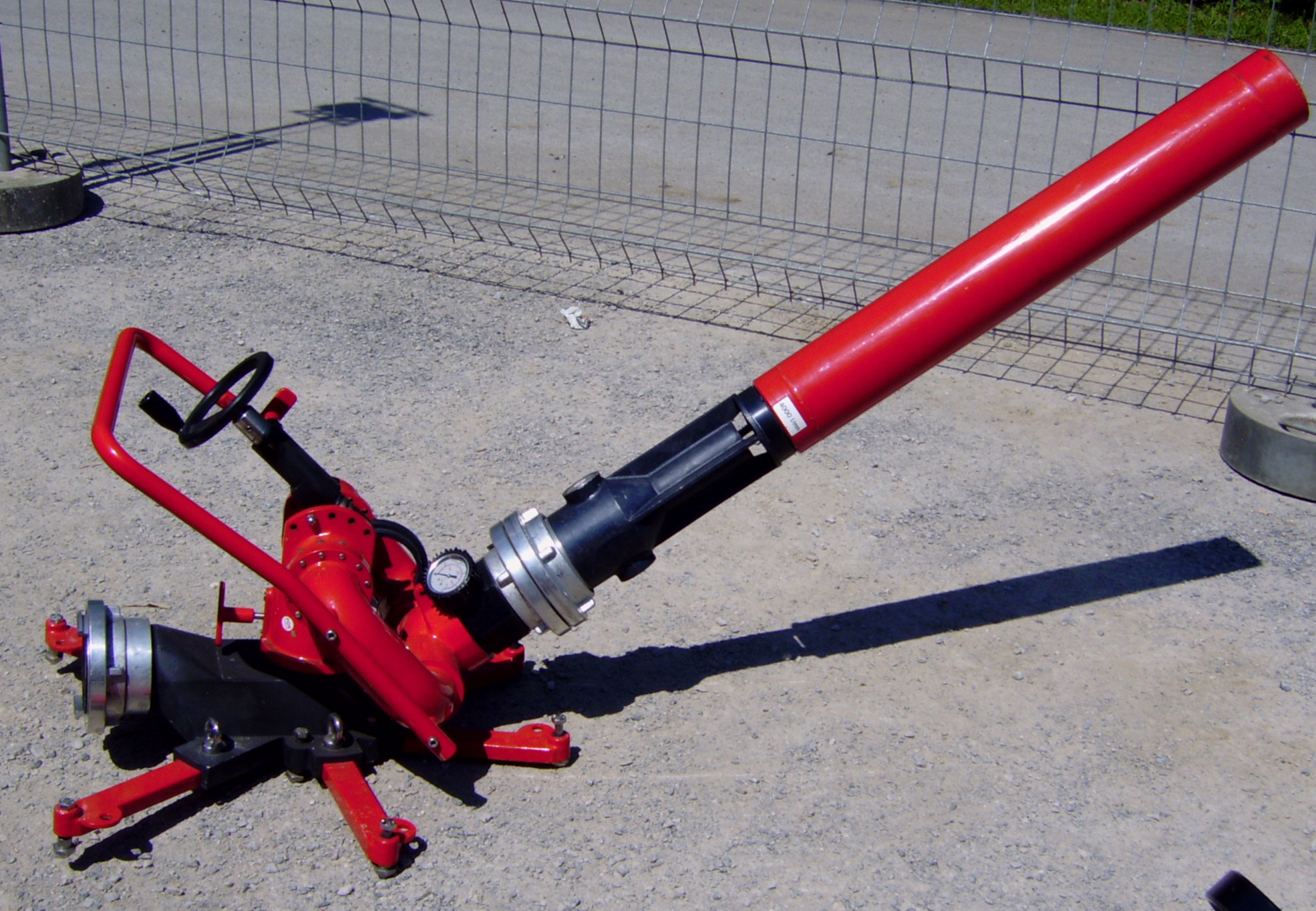
150-mm-Schaummonitor
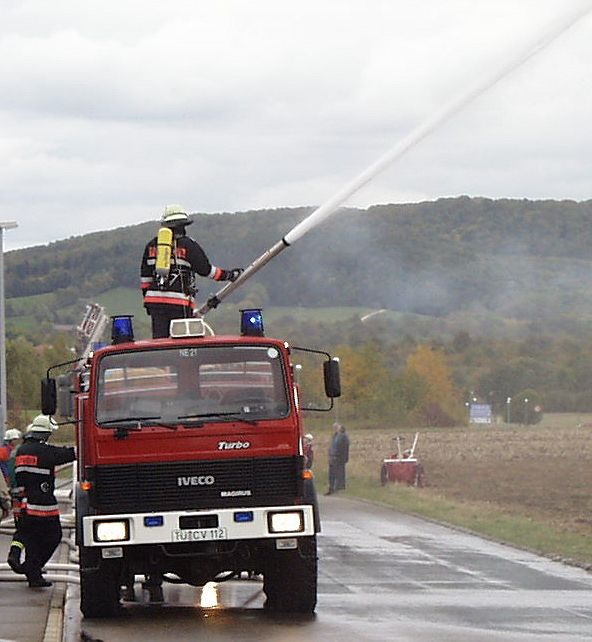
Monitoreinsatz von einem Feuerwehrfahrzeug
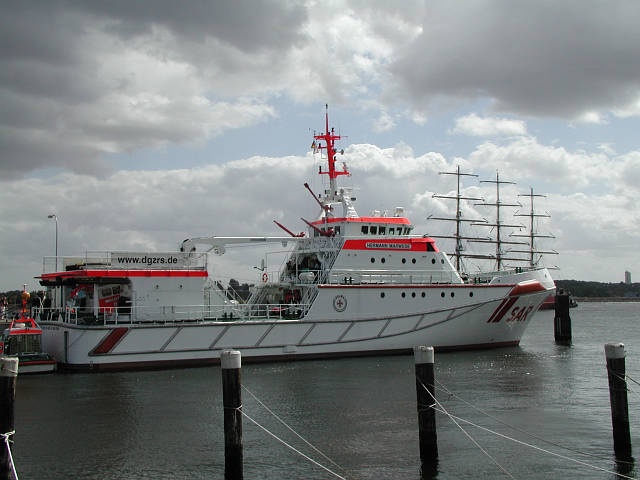
Seenotrettungskreuzer, seine Monitore sind als rote Rohre hinter der Kommandobrücke zu erkennen
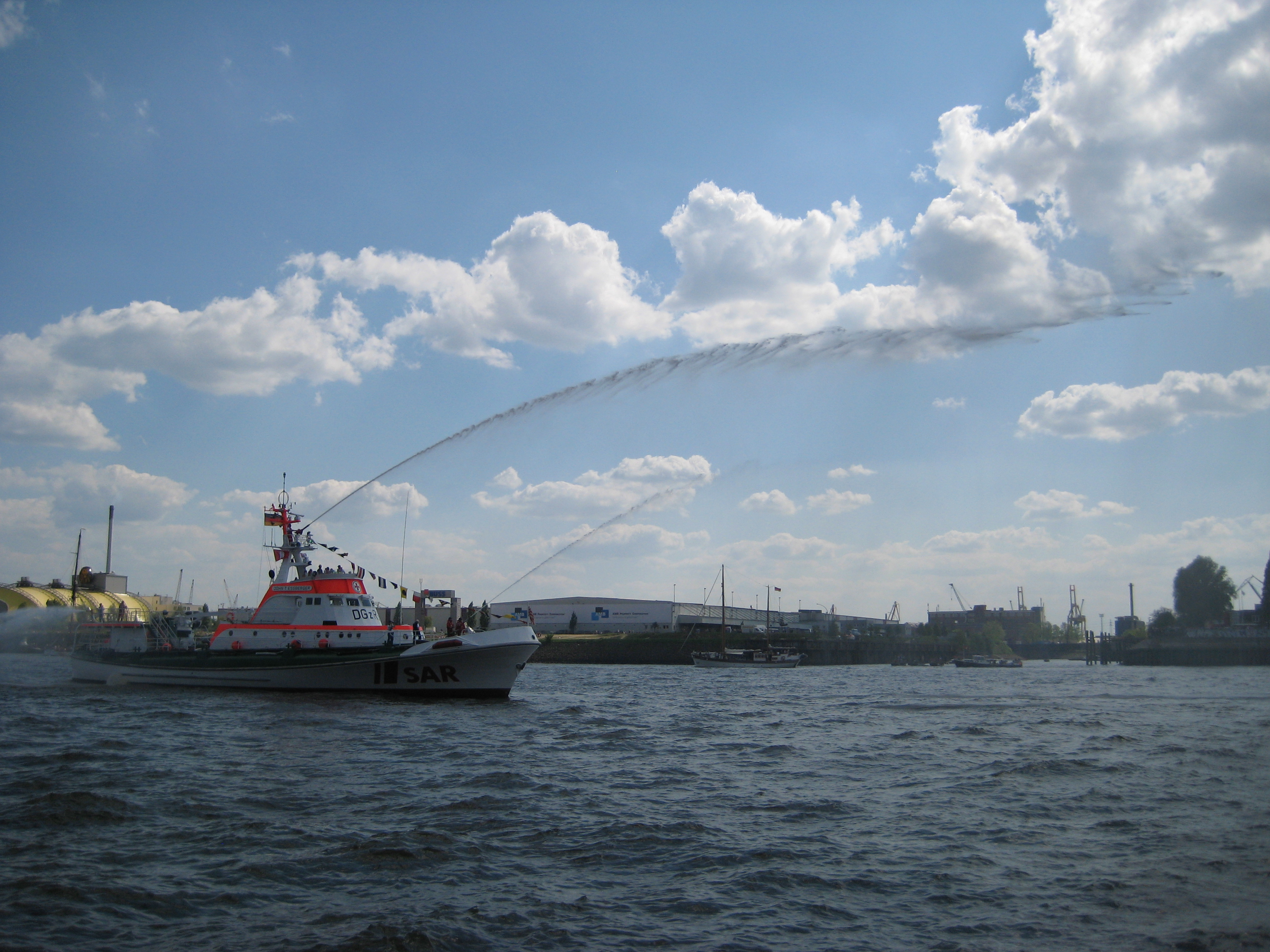
Seenotrettungskreuzer, Demonstration
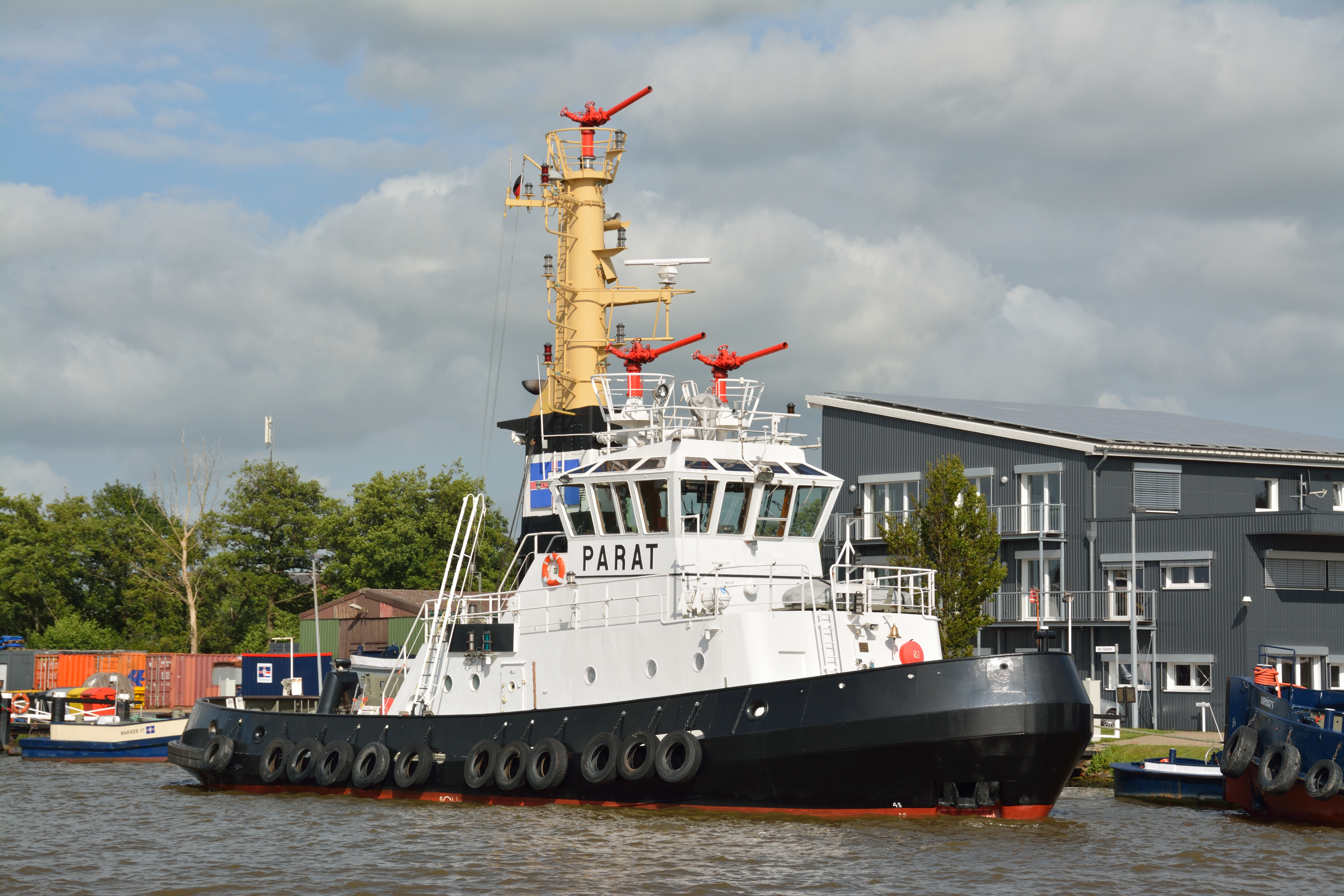
Schlepper „Parat“ in Brunsbüttel mit drei Sonderstrahlrohren

## Hochdruckstrahlrohre

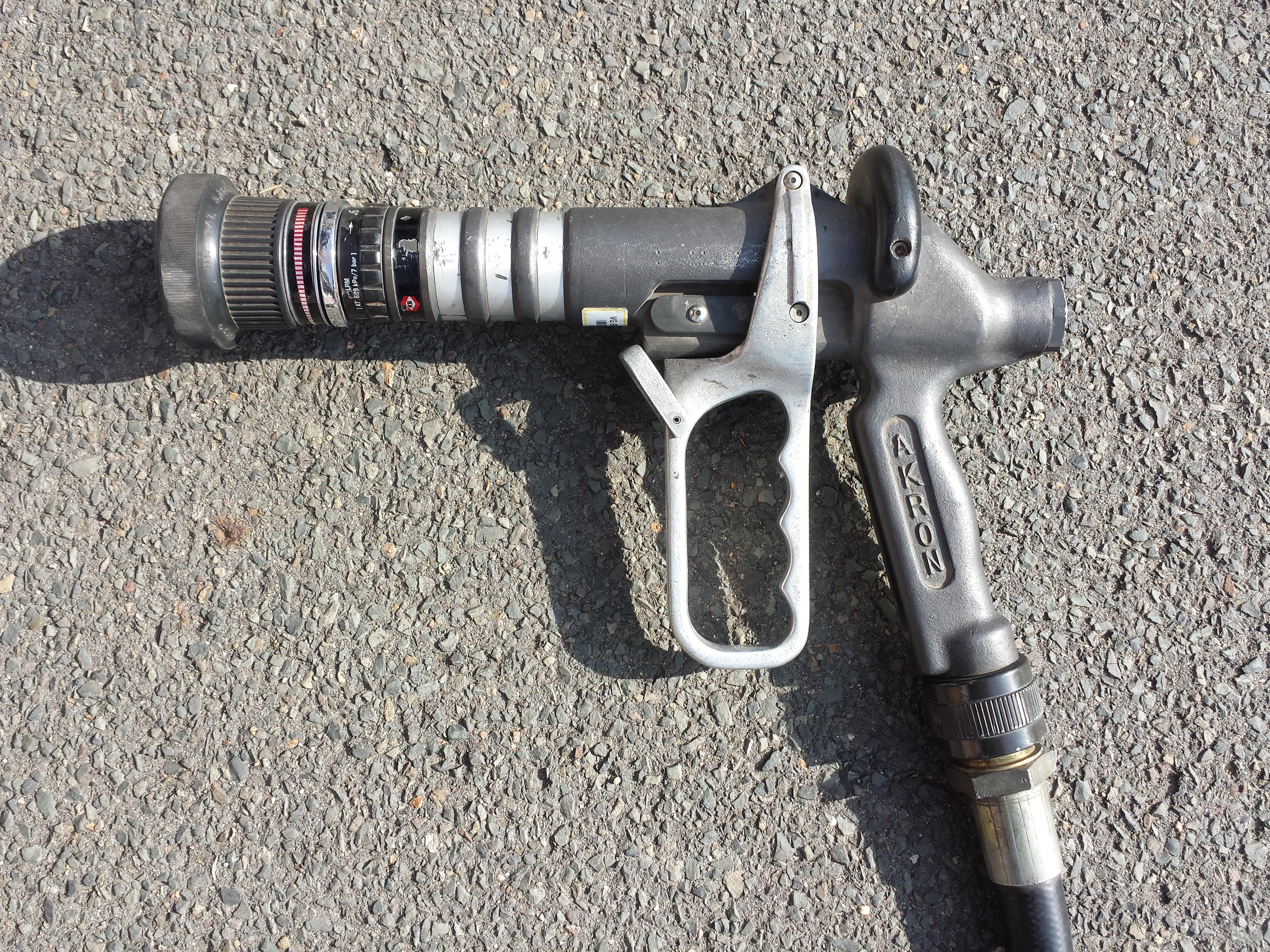
Fest angebrachtes Hochdruck-Hohlstrahlrohr an einer Hochdruck-Schnellangriffseinrichtung eines Tanklöschfahrzeugs

Hochdruckstrahlrohre sind neuere Entwicklungen mit einem Ausgangsdruck bis zu 40 bar. Durch den hohen Druck wird eine äußerst starke Vernebelung und damit ein großes Wärmebindungsvermögen erreicht. Wegen der hohen Rückstellkräfte und sofern sie nicht als Hohlstrahlrohr ausgeführt sind, werden diese Rohre mit einem Bogen nach Art eines Stützkrümmers ausgeführt. Auch sind spezielle Hochdruckschläuche erforderlich.